# Bni Nsar
Le Bni Nsar (en arabe : بني نصار, Beni Nsar ; en tifinagh : ⴱⵏⵉ ⵏⵙⴰⵔ, Bni Nsar) est un ferry ayant appartenu à la Compagnie marocaine de navigation (Comanav). Construit en 1972 aux chantiers Kanda Zōsensho de Kure pour la compagnie japonaise Hankyu Ferry, il portait à l'origine le nom de Ferry Akashi (フェリーあかし, Ferī Akashi). Mis en service en novembre 1972 entre Kobe et Kitakyūshū sur l'île de Kyūshū, il reste sur cet axe jusqu'en 1991 avant d'être remplacé par des navires plus imposants. Vendu à la société Marigenia Shipping, il est rebaptisé Dame M et rejoint la Grèce. Profondément transformé durant trois ans, il est ensuite affecté à compter de décembre 1994 sur les lignes de la compagnie grecque Marlines entre la Grèce et l'Italie. Après avoir navigué chaque étés de 1996 à 1999 entre la Tunisie, l'Italie et la France sous affrètement par la Compagnie tunisienne de navigation et entre le Maroc et la France pour la Comanav à partir de 2002, cette dernière en fera l'acquisition en 2008. Entre-temps rebaptisé Salamis Star en 1999 et Marrakech Express en 2005, il prendra finalement le nom de Bni Nsar en 2010. Immobilisé à Sète en 2011 en raison des difficultés financières de son propriétaire, il reste désarmé jusqu'en juillet 2014 avant d'être conduit aux chantiers d'Aliağa en Turquie pour y être démantelé.

## Histoire

### Origines et construction
Au début des années 1970, la compagnie Hankyu Ferry, pionnière des lignes maritimes longue distance en ferry au Japon, poursuit le développement de sa route reliant Kobe à Kitakyūshū. Afin d'apporter un renfort à ses deux premiers navires, l'armateur s'était déjà doté de moyens supplémentaires avec la mise en service des jumeaux Ferry Seto et Ferry Harima en 1970. C'est dans l'optique de multiplier les fréquences et anticiper l'obsolescence des premiers navires que la compagnie décide de la construction d'une troisième paire de car-ferries.
Baptisés Ferry Nagato et Ferry Akashi, les futurs navires sont conçus sur la base de leur prédécesseurs. Ils affichent des dimensions similaires de 150 mètres de long pour 22 mètres de large ainsi qu'une capacité proche d'un peu moins de 1 200 passagers, 120 véhicules et 94 remorques. Les installations intérieures, également conçues de manière identique, verront toutefois un ajout par rapport à ceux de la précédente paire avec l'aménagement d'un bar-salon panoramique sur deux étages au niveau de la fausse cheminée, à l'instar de ce qui est prévu sur le Ferry Hamanasu de la compagnie sœur Shin Nihonkai Ferry.
À l'inverse précédents navires, la construction du Ferry Nagato et du Ferry Akashi est assurée par les chantiers Kanda Zōsensho de Kure, dans la préfecture de Hiroshima. Lancé le 28 août 1972, le Ferry Akashi est ensuite livré le 15 novembre à Hankyu Ferry au terme de deux mois et demi de finitions.

### Service

#### Hankyu Ferry (1972-1991)
Le Ferry Akashi est mis en service le 20 novembre 1972 entre Kobe et Kitakyūshū. Il rejoint son sister-ship le Ferry Nagato, mis en service au mois de septembre.
La carrière du navire au sein de Hankyu Ferry se déroule sans incident notable. À la fin des années 1980, la compagnie envisage son remplacement par des unités plus récentes. Supplanté en 1991 par le New Akashi après 19 ans de service, le Ferry Akashi est retiré de la flotte et cédé à la société chypriote Marigenia Shipping au mois de mai.

#### Marlines/Salamis Lines (1991-2002)
Livré à son nouvel armateur, le navire est rebaptisé Dame M et enregistré sous pavillon chypriote. Après avoir quitté le Japon pour rejoindre la Méditerranée, il entre aux chantiers de Keratsíni en Grèce afin de bénéficier d'importants travaux de transformations en vue de sa mise en service sur les lignes entre la Grèce et l'Italie. Les aménagements intérieurs du navire sont entièrement reconstruits avec l'ajout de nouvelles installations et de cabines privatives. Son apparence est profondément modifiée avec la réfection des cheminées, de la passerelle de navigation et de l'étrave, le retrait du bar panoramique et l'ajout d'un solarium, d'une piscine extérieure et de dispositifs de sécurité supplémentaires. Le navire est également allongé de dix mètres.
Après trois ans de transformations, le Dame M débute ses rotations entre Patras et Ancône en décembre 1994 sous les couleurs de la compagnie grecque Marlines. Également acquis par cette compagnie, son sister-ship l'ex-Ferry Nagato devait lui aussi intégrer la flotte après des transformations similaires qui n'auront cependant jamais lieu. Il sera finalement démoli en 2003.
À partir de l'été 1996, le Dame M est affrété par la Compagnie tunisienne de navigation (CTN) qui le fait naviguer en saison estivale entre la Tunisie, la France et l'Italie. Le navire sera ainsi affrété par la CTN durant les étés suivants entre juin et septembre jusqu'à l'arrivée du ferry Carthage en 1999. 
En décembre 1999, sa propriété est transférée à la société Pilot Shipping. À l'occasion, le navire est renommé Salamis Star. Il est alors affrété par la compagnie Salamis Lines qui l'exploite entre Le Pirée, Chypre et Israël entre 2000 et 2002 avant que la ligne ne soit interrompue en raison de problèmes diplomatiques.

#### Comanav (2002-2011)
À compter de juin 2002, le Salamis Star est affrété par la Compagnie marocaine de navigation (Comanav) qui l'utilise alors sur les lignes entre le Maroc, la France et l'Italie jusqu'à la fin du mois de septembre. Il retournera ensuite sous les couleurs de la compagnie marocaine durant l'été 2003 après une période d'hivernage.
En avril 2005, il est renommé Marrakech Express et passe sous pavillon panaméen. Il est également repeint aux couleurs de la Comanav avec une livrée à dominante bleu marine sur sa coque et des cheminées rouges.
Le 21 mai 2006, alors qu'il réalise une traversée entre Sète et Tanger, un incendie se déclare dans la salle des machines. Tandis que le cap est mis sur Valence, l'équipage s'affaire à combattre les flammes qui sont éteintes au bout de quatre heures. Aucun des 435 passagers n'a été blessé. 
En janvier 2008, la Comanav fait l'acquisition du navire auprès de la société Transmed qui gérait sa propriété jusqu'alors.
Du 3 au 14 mars, il est utilisé comme hôtel flottant à Dakar afin d'héberger les membres d'une conférence islamique sunnite.

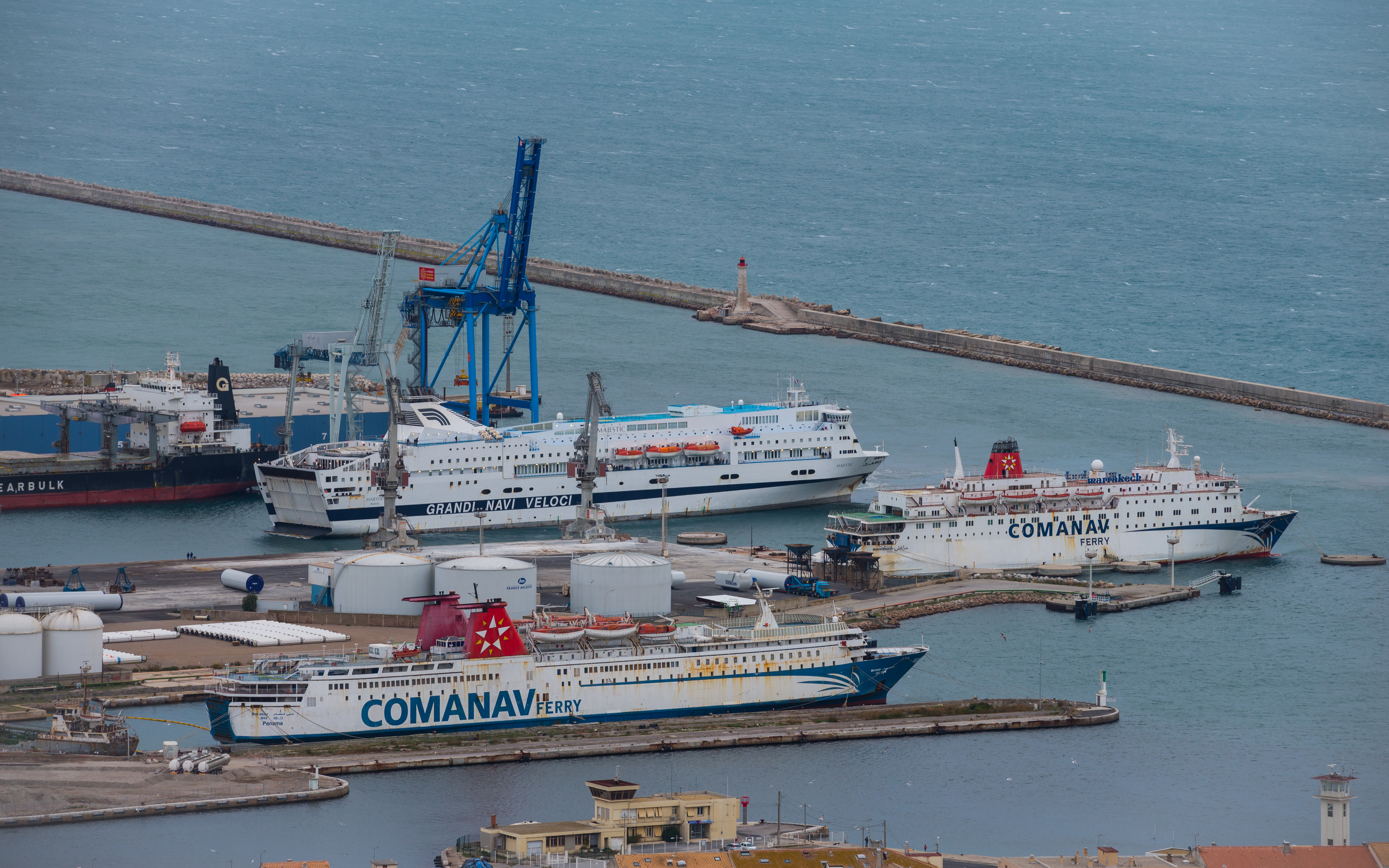
Le Bni Nsar (au premier plan) détenu à Sète.

En avril 2010, le navire est rebaptisé Bni Nsar, en référence au village de Beni Ensar situé non loin de Nador, au nord du Maroc. Le nom du navire est par ailleurs inscrit simultanément en latin, en arabe et en tifinagh.
Le 27 juillet, entre Nador et Sète, le navire est victime d'un incendie au niveau d'un de ses moteurs. Pour maintenir le calme et mettre en sécurité les 800 passagers, l'équipage fait alors croire à un exercice de sauvetage. Ne naviguant plus que sur un moteur, le Bni Nsar parvient à rejoindre Sète avec plus de douze heures de retard.
En 2011, la Comanav rencontre d'importantes difficultés financières. La situation préoccupante de l'armateur conduit alors à l'immobilisation du Bni Nsar à Sète le 4 décembre. En janvier 2013, le navire est saisi par les autorités françaises à l'instar du Biladi de la compagnie Comarit, également touchée par des difficultés financières,. 
En 2014 il est vendu à un armateur grec pour la somme de 380 000 €. Prévu dans un premier temps pour être converti en hôtel flottant en Albanie, le navire est finalement vendu à la démolition au mois de juillet. Après avoir quitté Sète en remorque le 17 juillet sous le nom de Sar, il est échoué le 26 sur les plages d'Aliağa en Turquie et démoli les mois suivant.

## Aménagements
À l'origine, le Ferry Akashi possédait 8 ponts. Si le navire s'étendait en réalité sur 9 ponts, l'un d'entre eux était inexistant au niveau des garages afin de permettre au navire de transporter du fret. Les locaux passagers occupaient les ponts 4, 5, 6 et 7 et le pont 3 abritait quant à lui le garages. 
Lorsque le navire est devenu le Dame M, le nombre d'étages n'a pas été modifié, et ce malgré les importants travaux réalisés à bord. Il semblerait toutefois qu'un car-deck amovible ait été ajouté au niveau du garage pour augmenter sa capacité.

### Locaux communs
Durant sa carrière japonaise, les passagers du Ferry Akashi étaient séparés en deux classes. Chaque classe disposait d'un salon à niveau de confort variable ainsi que d'un fumoir. Le salon de 1re classe s'étendait sur deux étages et se situait à l'intérieur de la fausse cheminée sur le pont supérieur. Le navire était également équipé d'une cafétéria ainsi que de bains publics traditionnels japonais (sentō).
À la suite des importantes transformations réalisées entre 1991 et 1994, la disposition des installations a totalement été modifiée, le salon sur deux étages a été supprimé et de nouveaux locaux, tous situés sur le pont 6, ont été aménagés, tels qu'un restaurant, un self-service ainsi qu'un bar. Une piscine extérieure a aussi été ajoutée à l'arrière ainsi qu'un solarium au-dessus de la passerelle de navigation.

### Cabines
Au début de sa carrière, les cabines du Ferry Akashi étaient divisées entre celles de 1re et de 2de classe. La 1re classe proposait des suites et des chambres de style japonais ou occidental tandis que la 2de classe était équipée de dortoirs.
Après les travaux de 1991-1994, les cabines de l'époque japonaise ont été supprimées et remplacées par une centaine de cabines privatives à quatre couchettes et équipée de sanitaires sur le pont 5.

## Caractéristiques
Le Bni Nsar mesurait 160 mètres de long pour 22,81 mètres de large, son tonnage de 14 015 UMS. Sa longueur était à l'origine de 150,09 mètres et son tonnage de 6 987 UMS. Dans sa configuration initiale, il pouvait embarquer 1 185 passagers et possédait un garage pouvant contenir 94 remorques et 120 véhicules. à partir de 1994, sa capacité est portée à 1 700 passagers et 500 véhicules. Le garage était initialement accessible par deux portes rampes, une porte axiale située à la poupe et l'autre située à la proue. Après sa transformation, l'accès au garage se faisait au moyen d'une porte rampe arrière, la porte avant ayant été condamnée. La propulsion du Bni Nsar était assurée par deux moteurs diesels MAN-Mitsubishi V8V 40/54 développant une puissance de 13 902 kW entrainant deux hélices faisant filer le bâtiment à une vitesse de 21,5 nœuds. Il était doté d'un propulseur d'étrave, d'un propulseur arrière ainsi que d'un stabilisateur anti-roulis. Les dispositifs de sécurité étaient à l'époque essentiellement composés de radeaux de sauvetage mais aussi d'une embarcation semi-rigide de secours. À partir de 1994, le navire était équipé de quatre embarcations de sauvetage fermées de grande taille ainsi que deux embarcations fermées plus petites.

## Lignes desservies
Pour Hankyu Ferry de 1972 à 1991, le Ferry Akashi effectuait la liaison entre la région du Kansai et l'île de Kyūshū sur la ligne Kobe - Kitakyūshū.
De 1994 à 2000, il naviguait entre la Grèce et l'Italie sur la ligne Patras - Ancône pour le compte de la compagnie grecque Marlines. Durant les étés 1996 à 1999, il effectuait des rotations entre Tunis, Marseille et Gênes sous affrètement par la Compagnie tunisienne de navigation. 
Entre 2000 et 2002, il reliait la Grèce, Chypre et Israël sur l'axe Le Pirée - Limassol - Haïfa.
À partir de 2002, le navire est affrété par la Comanav et affecté aux lignes entre le Maroc, la France et l'Italie. Il relie ainsi Nador et Tanger à Sète et Gênes jusqu'à son immobilisation en 2011. 